# Predsednik vlade Turčije
Predsednik vlade Turčije (turško: Türkiye Cumhuriyeti Başbakanı) je bil položaj vodje turške vlade med letoma 1920 in 2018. V celotni politični zgodovini Turčije so se funkcije in pristojnosti predsednika vlade občasno spreminjale. Pred ustavnim referendumom leta 2017, ki je odpravil položaj predsednika vlade, je bil le-ta na splošno prevladujoča osebnost v turški politiki.
Funkcijo predsednika vlade je opravljalo 27 oseb, prvi je bil İsmet İnönü, zadnji pa Binali Yıldırım, ki mu je mandat potekel 9. julija 2018.

## Seznam
Glej članek: Seznam predsednikov vlade Turčije